# Aeroporto Internacional Kai Tak
O Aeroporto Internacional de Kai Tak foi um aeroporto internacional que serviu Hong Kong de 1925 a 1998 com uma única pista de 3 390 m de extensão (cabeceiras 13/31), um fator limitante para o principal aeroporto de um dos mais importantes polos comerciais do Extremo Oriente, sendo depois substituído pelo Aeroporto Internacional de Chek Lap Kok. O Aeroporto Internacional Kai Tak tinha uma das pistas mais perigosas da aviação comercial.

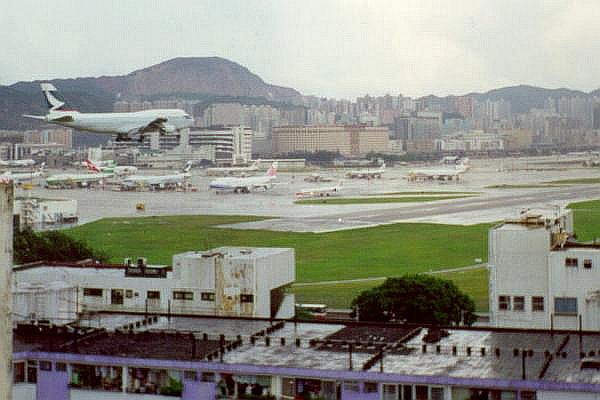
747 da cathay terminando a volta IGS da pista 13.

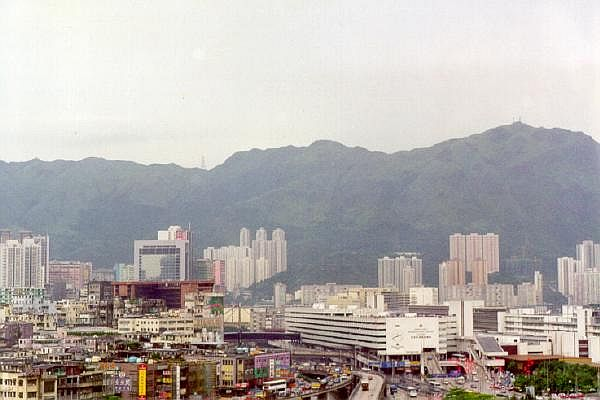
Nesta foto é possível ver o estacionamento do aeroporto.

## O Aeroporto
O aeroporto, localizado perto de Victoria Harbor, era afetado por fortes ventos de través, e a aproximação para a pista 13 era totalmente fora do convencional.

## Pistas

### Pista 13 Aproximação

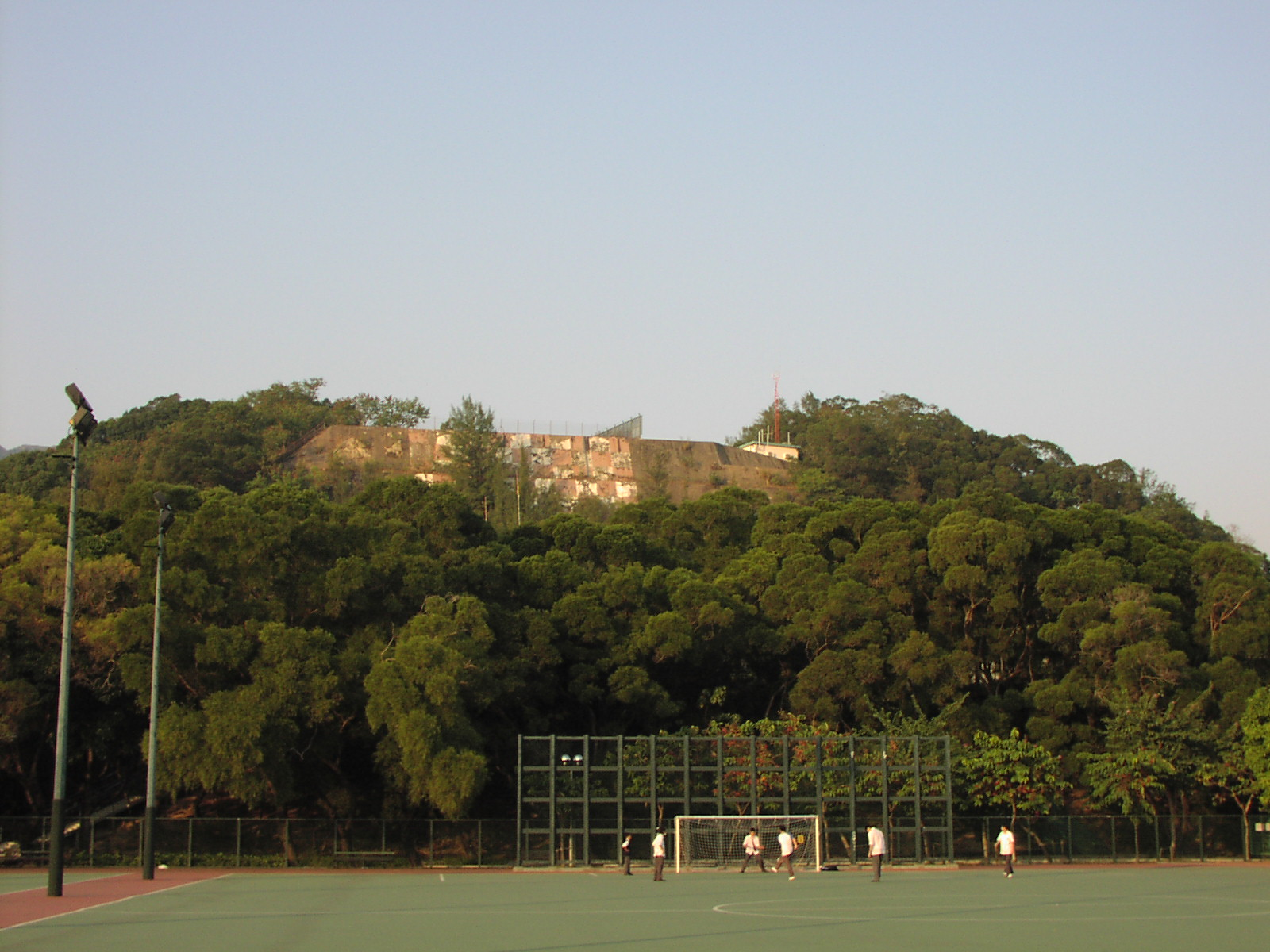
Foto de um clube que pegou o Checkerboard Hill que já esta em processo de deterioração.

A aproximação para a pista 13 era totalmente fora do convencional: as aeronaves faziam a aproximação em linha reta por IGS (Instrument Guidance System, uma forma modificada de ILS) para um ponto chamado Checkerboard Hill, balizada por uma colina com uma laje pintada de xadrez vermelho e branco. A partir desse ponto, o avião fazia uma curva de 47 graus, sem o uso do piloto automático e em condições estritamente visuais, para alinhar com a pista 13.

### Pista 13 Decolagem
A decolagem na pista 13 era normal.

### Pista 31 Aproximação
Aterrissagens na pista 31 era normal por ILS. O tráfego de pouso só poderia sair na direita da pista.

### Pista 31 Decolagem
Quando alinhado para decolar na pista 31, a aeronave tinha de fazer uma Sharp de 65 graus à esquerda logo após a decolagem, para evitar as colinas (um reverso do que faria o tráfego de pouso na pista 13).

## Acidentes
O Aeroporto Internacional Kai Tak em Hong Kong foi um dos aeroportos mais famosos do mundo, e muito da sua fama devia-se ao fato de ter uma das pistas mais perigosas da aviação comercial.
- 21 de dezembro de 1948 - Um Douglas DC-4 do transporte aéreo civil atingiu a ilha de basalto após uma descida através das nuvens. 33 foram mortos.
- 24 de fevereiro de 1949 - Um Douglas DC-3 da Cathay Pacific caiu em uma encosta perto do Braemar reservatório após abordagem em má visibilidade e uma tentativa de ir ao redor. Todos os 23 a bordo foram mortos.
- 11 de março de 1951 - Um Douglas DC-4 da Overseas Pacific Airlines caiu após a decolagem nas colinas entre Monte Butler e Parker Monte na Ilha de Hong Kong. O capitão da aeronave, alegadamente falhou ao executar a operação, vire à esquerda após a partida. 23 morreram.
- 9 de abril de 1951 - Um Douglas DC-3 da Siamese Airways perdeu o controle por sua vez durante a tentativa de uma aproximação visual noturna. O capitão teria permitido a aeronave voar perdendo velocidade enquanto tentava girar rapidamente. 16 morreram.
- Janeiro 1961 - Um DC-3 E.U.A militar bateu no Monte Parker após a decolagem.
- 24 de agosto de 1965 - Um Lockheed Hercules C-130 E.U.A perdeu controle pouco depois de decolar da pista 13. O avião caiu e afundou no porto. 59 dos 71 fuzileiros navais a bordo morreram. Este foi o pior acidente de Kai Tak.
- 30 de junho de 1967 - Um Sud Aviation SE-210 Caravelle III da Thai Airways International caiu no mar enquanto pousava durante um tufão. O co-piloto fez uma escolha fatal, fazendo a aeronave entrar em uma alta taxa de descida e bateu no mar. 24 morreram.
- 2 de setembro de 1977 - Um Canadair CL-44 de Transmeridian Air Cargo perdeu o controle e caiu no mar pegando fogo logo após a decolagem. O motor número 4 falhou, causando um incêndio interno do motor e do sistema de combustível do avião que acabou resultando em um grande incêndio externo.4 morreram.
- 9 de março de 1978 - Um sequestrador embarcou em um Boeing 737-200 da China Airlines, exigindo a serem tomadas para a China. O sequestro durou menos de um dia, e o sequestrador foi morto.
- 31 de agosto de 1988 - Um avião da Administração de Aviação Civil da China pousava na pista 31 sob chuva e nevoeiro. O trem de pouso principal direito, em seguida, atingiu o solo e cedeu, fazendo a aeronave sair da pista e escorregar. 7 pessoas morreram.
- 4 de novembro de 1993 - Um Boeing 747-400 da China Airlines, China Airlines Flight 605, pousava durante um tufão. O vento estava forte. Apesar do capitão não abortar. Ele tocou a mais de 2/3 da pista e foi incapaz de parar antes do fim da mesma.
- 23 de setembro de 1994 - Um Lockheed L-100-30 Hercules da Heavylift Cargo Airlines perdeu o controlo pouco depois de decolar da pista 13. O sistema de controle de passo de um dos seus propulsores foi dito ter falhado. 6 morreram.

Ocorreram ainda inúmeros incidentes devido aos ventos de través que danificavam trens de pouso e motores.

## Substituição
O aeroporto acabou sendo substituído, devido ao grande congestionamento, por um novo aeroporto construído em uma ilhota, Chep Lak Kok, cujo topo foi devastado, e os resíduos jogados ao mar para formar um grande aterro. Muito mais espaçoso, o novo aeroporto, chamado de Aeroporto Internacional de Chep Lak Kok, em homenagem à ilhota que lhe deu origem, oferece muito mais segurança e espaço, digno da cidade no século XXI.

## Últimas horas
Kai Tak foi fechado definitivamente no dia 6 de julho de 1998.
Último pouso: Dragonair KA841 procedente de Chongqing (Airbus A320-200) pousou na pista 13 às 23h38 do dia 5 de julho de 1998.
Última decolagem comercial: Cathay Pacific CX251 para Londres (Heathrow) Boeing 747-400 decolou da pista 13 às 00h02 já em 6 de Julho.
Última decolagem: Cathay Pacific CX3340 para Chek Lap Kok (novo aeroporto de Hong Kong), voo rápido para apenas encerrar as operações no antigo aeroporto (Airbus A340-313X - B-HXA) decolou na pista 13 por volta das 01h05 do dia 6 de julho de 1998.
Uma pequena cerimônia celebrando o fim do aeroporto foi realizada dentro da torre de controle após a última decolagem. Um pequeno discurso foi dado, as luzes da pista foram apagadas às 01h28, e o controlador da torre simplesmente disse em uma mensagem final: "Goodbye Kai Tak, and thank you" (Adeus Kai Tak, e muito obrigado!). Durante toda a noite, um interminável comboio de caminhões, ônibus e outros veículos de apoio deslocaram-se ao novo terminal.

## Hoje

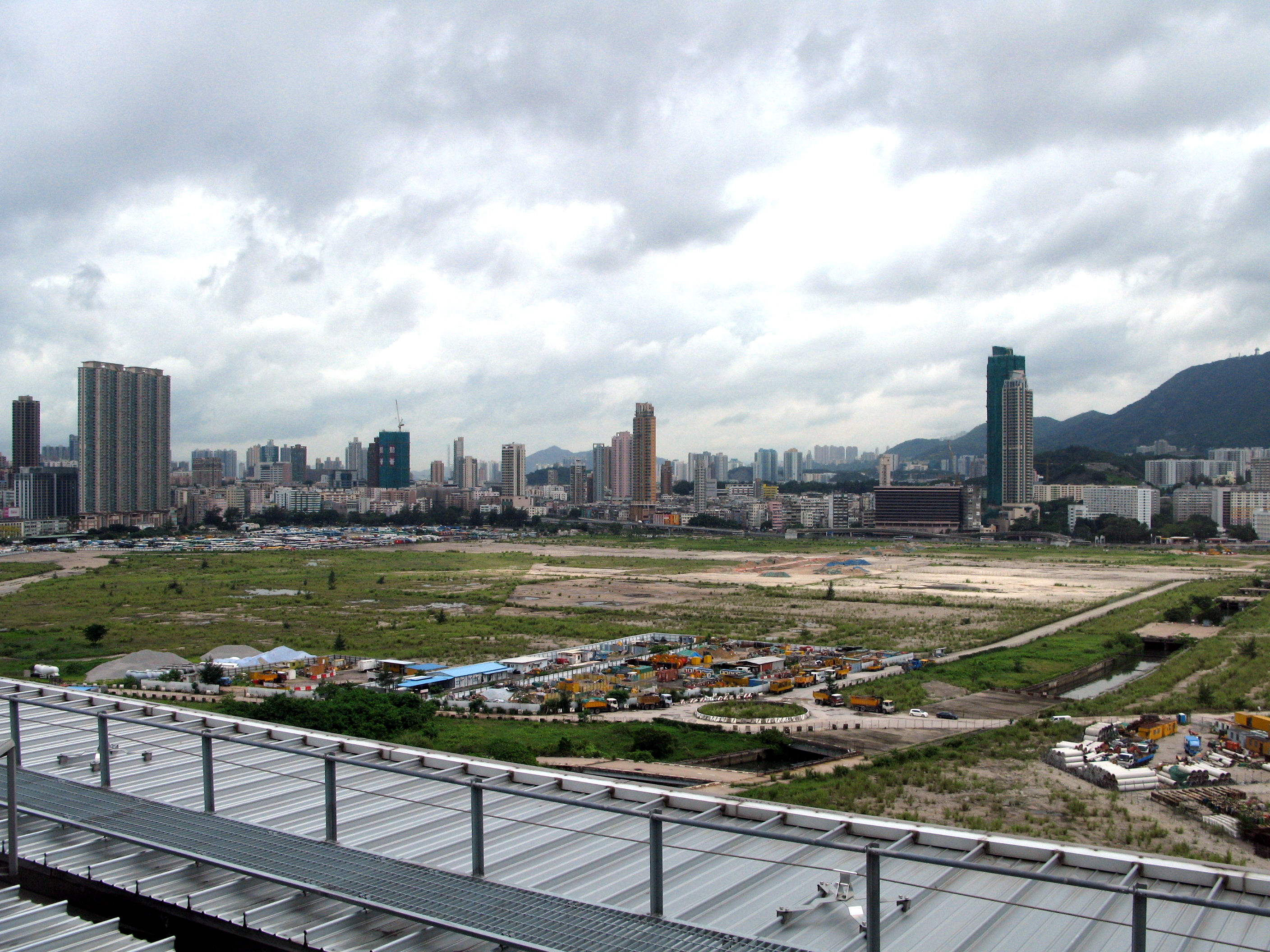
Local onde ficava Kai Tak.

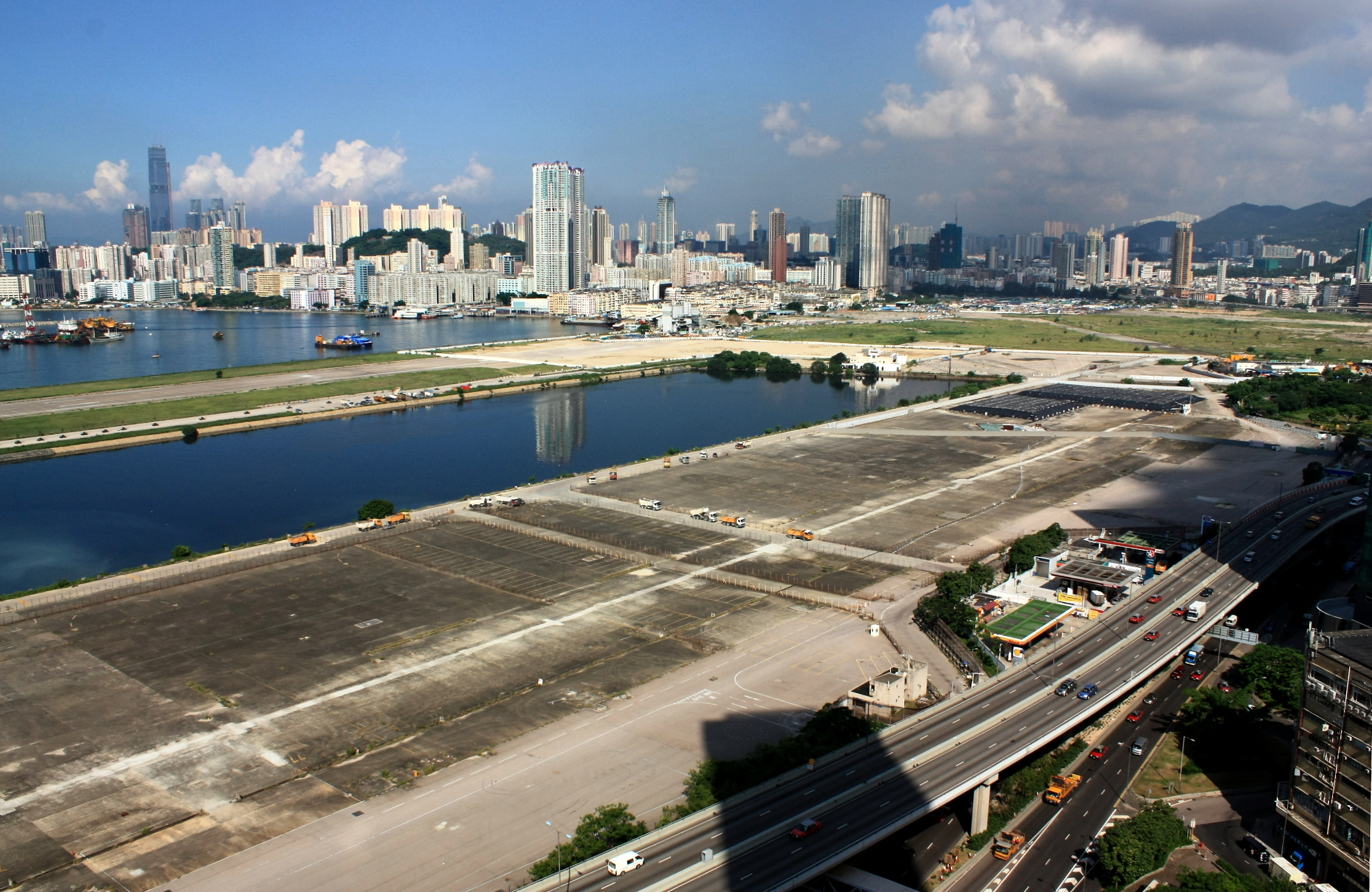
Vista de kai tak é possível ver a cabeceira da pista 13.

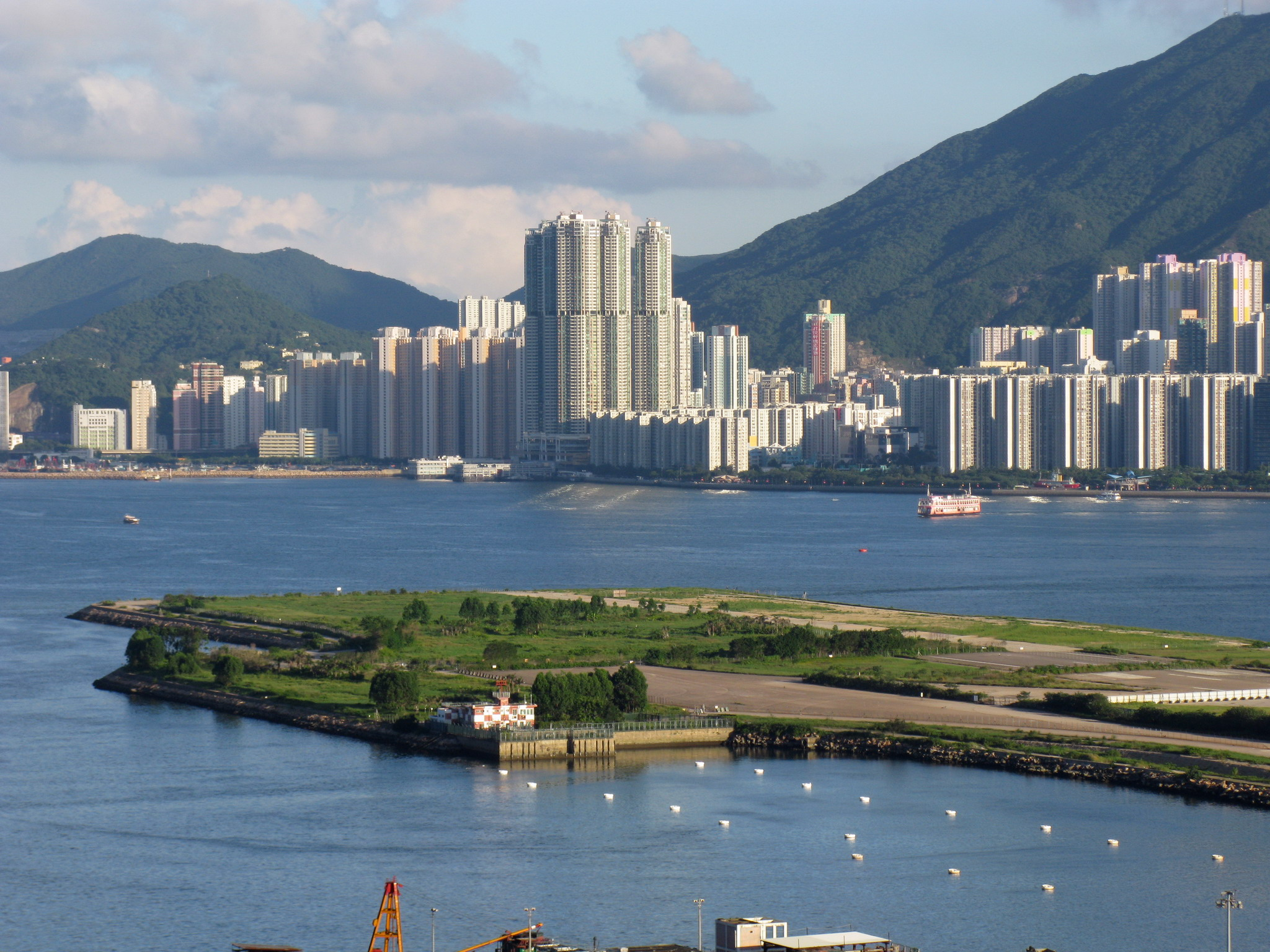
O Final da pista 31 tornou-se um campo de golfe ainda é possível ver pedaços da pista.

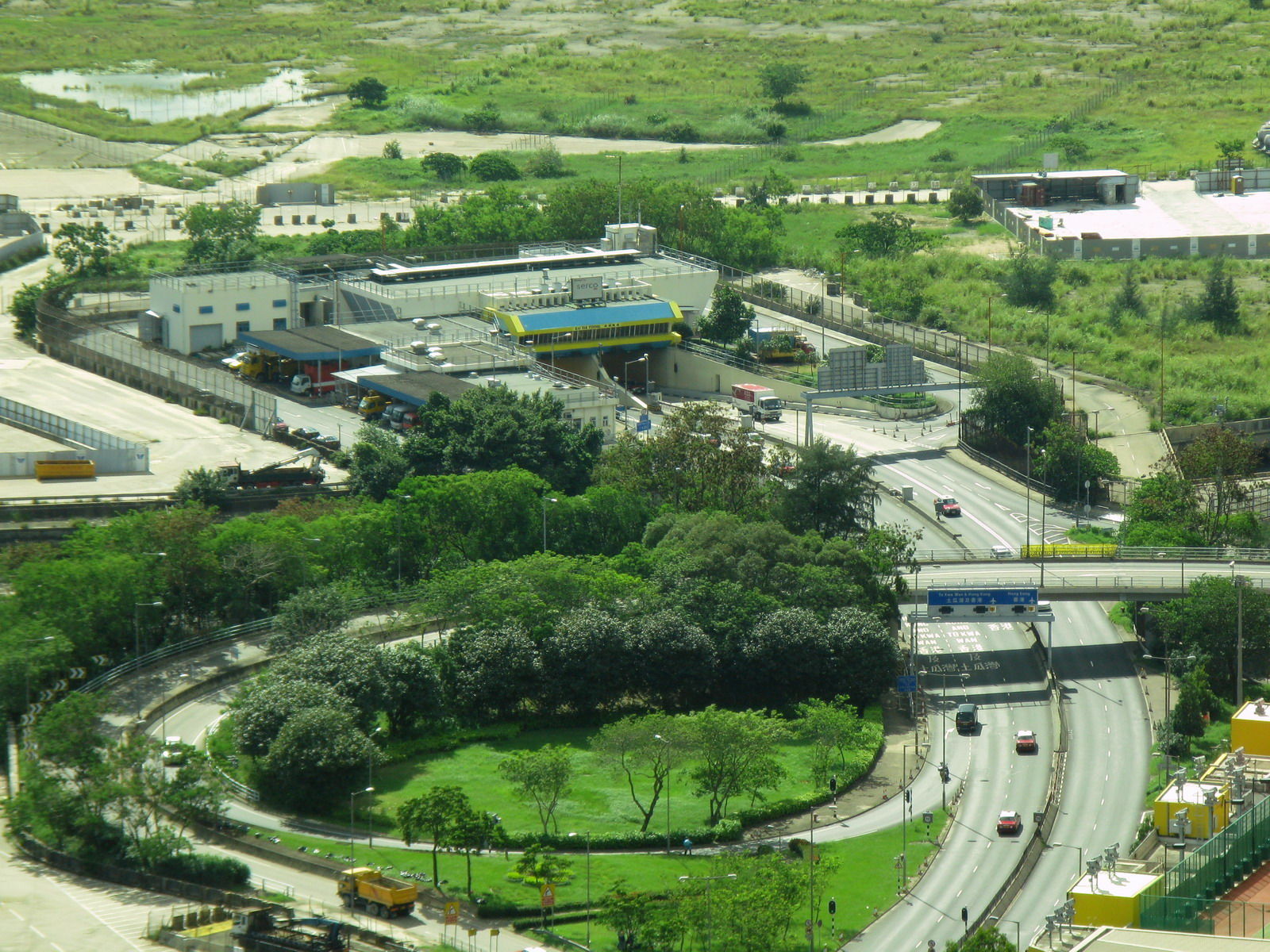
Entrada do túnel que passava por kai tak.

Hoje, quase nada resta de Kai Tak: o terminal foi totalmente demolido entre dezembro de 2003 e janeiro de 2004 e apenas alguns vestígios de sua antiga pista ainda podem ser vistos. Planeja-se construir no local um terminal de cruzeiros marítimos.

## Curiosidades
- A presença brasileira no aeroporto era a Varig que operava com Boeing 747-400 (1993 e 1994), Boeing 747-300 (1994 e 1995, alternava com o -400), Boeing 747-200 (1995 e 1996, alternava com o -300 e o DC-10), Douglas DC-10-30 (1995 , alternava com o -300 e -200) e MD-11 (1994 a 1998 , regular a partir de 1996). O voo começou em 15 de Janeiro de 1993, começava como RG828 e decolava do Rio de Janeiro fazendo escalas em São Paulo, Johanesburgo e Bangkok, ficava pouco mais de 1 hora em solo e voltava como RG829, sendo o maior voo operado pela empresa em toda sua história. Após o fechamento de Kai Tak a Varig continuou a operar no novo aeroporto de Chek Lap Kok até Setembro de 1999 quando finalmente encerrou as atividades na cidade.
- A pista foi usada como local para um show da Celine Dion em 15 de janeiro de 1999 na sua tour Let's Talk About Love.
- Entusiastas da aviação ficaram chateados com a fechada de Kai Tak. Como a aviação privada não é permitida em Chek Lap Kok (mudou para o Aeródromo de Sek Kong), alguns fizeram pressão para manter cerca de 1 km da pista Kai Tak para a aviação geral, mas a sugestão foi rejeitada porque o Governo tinha previsão da construção de um novo terminal de cruzeiros em Kai Tak.
- O nome de Kai Tak é um dos nomes apresentados por Hong Kong utilizados nas listas de nomes de ciclones tropicais no noroeste do Oceano Pacífico.
- A aproximação para a pista 13 era totalmente fora do convencional: as aeronaves faziam a aproximação em linha reta por IGS (Instrument Guidance System, uma forma modificada de ILS) para um ponto chamado Checkerboard Hill, balizada por uma colina com uma laje pintada de xadrez vermelho e branco. A partir desse ponto, o avião fazia uma curva de 47 graus, sem o uso do piloto automático e em condições estritamente visuais, para alinhar com a pista 13.Durante essa fase, as aeronaves voavam muito baixo sobre o bairro de Western Kowloon, o que oferecia um espetáculo fascinante e, ao mesmo tempo, aterrador para os habitantes e turistas que visitavam o local justamente para fotografar as aproximações.
- Os pilotos que operavam no aeroporto tinham um treinamento diferenciado dos demais por suas companhias aéreas, eram cobrados e testados nos simuladores de modo que não poderia haver margem de erro, pois o mínimo erro que ocorre-se colocaria a operação de aproximação e pouso na cabeceira 13 em risco, que resultaria em duas possibilidades de acidentes caso o pouso não desse certo: O Avião colidiria com a Colina de balizamento ou o Avião cairia sobre o bairro de Western Kowloon.